# 萧穆 (藏书家)
萧穆（1835年—1904年），字敬甫，一字敬孚，今枞阳横埠乡人。
家世务农，少时耕作之餘，常潜入私塾聽課。太平军占领安庆时，萧穆搜集到不少私家珍藏典籍，日後藏书極多。同治十一年，曾国藩薦入上海机器制造局附设之翻译馆。曾国藩说他：“桐城萧穆，今之读书种子也。”著有《敬孚类稿》十六卷。
光緒年間，王先謙在進行《合校水經注》的工作時，就曾經得到蕭穆的幫助。當時，蕭穆得知王先謙正校刊《水經注》，就把其收藏的孫星衍手校本，贈予王先謙作參考之用。